# Günter Oskar Dyhrenfurth
Günter Oskar Dyhrenfurth, detto "Professore himalayano" o "Papa Himalayano" (Breslavia, 12 novembre 1886 – Ringgenberg, 14 aprile 1975), è stato un alpinista, geologo e fotografo tedesco,   naturalizzato cittadino svizzero nel 1933, acquisì le sue capacità durante numerose escursioni in montagna nelle Alpi orientali e occidentali e nelle spedizioni in Himalaya.  Vinse la medaglia d'oro nell'alpinismo, con sua moglie Heule, alle Olimpiadi estive del 1936 , la terza e ultima volta che il premio venne assegnato.

## Biografia
Dyhrenfurth era figlio del medico e consigliere privato Oskar Robert Dyhrenfurth di Breslavia e di sua moglie Käthe. Dal 1904 al 1909 Dyhrenfurth studiò geologia e paleontologia presso le università di Friburgo in Brisgovia, Vienna e Breslavia. Conseguì il dottorato nel 1909 e l'abilitazione nel 1913. Dal 1907 al 1914 lavorò alla realizzazione della carta geologica della Svizzera nei Grigioni e già allora stava progettando un viaggio in India. Tuttavia la guerra a cui prese parte sul fronte italiano in Alto Adige distrusse i suoi piani. Nel 1911 Dyhrenfurth sposò Harriet Pauline, che, come lui, proveniva da Breslavia e aveva antenati ebrei. Ebbero tre figli nel 1913, 1915 e 1918: Harald, Hiltraut e Norman Dyhrenfurth.
Dal 1919 al 1921 insegnò come professore associato e poi come professore straordinario di geologia e paleontologia presso l'Università Slesiana Friedrich Wilhelm di Breslavia. Dopo l'ascesa al potere dei nazionalsocialisti, si dimise dalla cattedra nel 1933 e si si trasferì in Svizzera nello stesso annoove ottenne anche la cittadinanza svizzera. Dal 1939 al 1954 fu insegnante di geografia e scienze naturali presso l'istituto sul Rosenberg a San Gallo. Nel 1956 fu riconosciuto come vittima della persecuzione nazista e retroattivamente riabilitato come professore ordinario e nominato emerito.
Abile alpinista, nel 1937 Günter Oskar Dyhrenfurth e suo figlio Norman, allora diciannovenne, scalarono insieme sette cime di quattromila metri nel massiccio del Monte Bianco. Dyhrenfurth guidò la spedizione Internazionale Himalayana (IHE) del 1930 al Kangchenjunga e un'altra spedizione Internazionale Himalayana (IHE) del 1934, nella regione del Baltoro nei Karakorum, in particolare per esplorare il gruppo del Gasherbrum.  Questa spedizione effettuò la prima salita del Sia Kangri e di alcune delle sue cime secondarie e fornì informazioni dettagliate sull'accessibilità degli Ottomila Gasherbrum I e II. La prima salita del Gasherbrum I nel 1958 fu compiuta attraverso la via proposta da Dyhrenfurth seguendo il cosiddetto sperone IHE e la cresta sud est. Dyrenfurth fu considerato un alpinista molto influente, capo spedizione e cronista dell'alpinismo. Anche suo figlio Norman G. Dyhrenfurth fu un alpinista e divenne un importante capo spedizione e organizzatore della spedizione americana sul monte Everest nel 1963 oltre che regista di montagna.

## Le spedizioni himalayane
Negli anni '30 Günter e la moglie Hettie Dyhrenfurth si recarono due volte sull'Himalaya. Nel 1930 Dyhrenfurth guidò la spedizione nel gruppo del Kangchenjunga nell'Himalaya orientale (record mondiale di altitudine: raggiunse la cima Jongsong di 7.459 m). Il fatto che la prima spedizione del 1930 avesse prodotto per la prima volta riprese cinematografiche a un'altitudine superiore ai 6.000 metri suscitò grande scalpore. Il documentario "Himachal, Throne of the Gods", girato da Charles Duvanel, fu un grande successo.
Dal 13 aprile 1934 guidò la grande “spedizione Internazionale Himalayana”, che comprendeva 13 partecipanti e portò alla conquista della cima del ghiacciaio Baltoro. Tra i partecipanti vi erano oltre a Dyhrenfurth e sua moglie, Winzeler, Piero Ghiglione, Marcel Kurz, André Roch, Jimmy Belaieff, Bertl Höcht e Hans Ertl. Sul versante sud-sudest essi raggiunsero un'altitudine di circa 6.200 m, ma qui si resero conto dell'impossibilità di condurre oltre i portatori Balti nel superamento della ripida cresta innevata. Costretti dagli eventi, cambiarono rotta verso le due vette meridionali, il Sia Kangri (allora chiamata Queen Mary Peak) e il Baltoro Kangri (allora chiamata Golden Throne), con la Conway Saddle in mezzo. La spedizione realizzò la prima scalata di cime di settemila metri nel Karakorum. Insieme ad Albert Höcht e Hans Ertl, Dyhrenfurth e sua moglie Hettie effettuarono la prima ascensione del Sia Kangri I (7.422 m) il 3 agosto 1934. Hettie Dyhrenfurth superò il record femminile di altitudine, rimasto imbattuto per quasi 30 anni, stabilito da Fanny Bullock Workman nel 1906 sul Pinnacle Peak, di 6.932 m, nel gruppo montuoso del Nun Kun. Il nuovo record non fu battuto fino al 1955. La cima orientale del Baltoro Kangri (Trono d'Oro, 7.260 m) fu scalata per la prima volta da James Belaieff, Piero Ghiglione e André Roch. Sulla via del ritorno, una parte del team della spedizione visitò il monastero di Lamayuru, nel Ladakh occidentale. Le fotografie, per la maggior parte realizzate da Dyhrenfurth e Vittorio Sella, furono di ottima qualità. La spedizione dovette affrontare difficoltà finanziarie quasi costantemente. Dyhrenfurth fornì le prime intuizioni scientificamente fondate sulla tettonica dell'Himalaya e un rapporto sulla spedizione che offrì, oltre al resoconto di viaggio con fatti interessanti sul paese e sulla sua gente, un ricco contributo scientifico (geologia, glaciologia).

## Carriera alpinistica
- 1906 Prima ascensione invernale del Kesmarker Spitze (Kešmarský Žit), 2.558 m, (Alti Tatra)
- 1911 Ascensione del Cervino, 4.478 m, (Alpi valle sane)
- 1916 Prima ascensione del Vordere Schranspitze-Westwand, II, 2.888 m, (Zufrittkamm, Alpi dell'Ortles)
- 1916 Prima salita alla cresta nord del Vordere Schranspitze in discesa, II, 2.888 m, (Zufrittkamm, Alpi dell'Ortles)
- 1916 Prima salita alla parete nord del Kreilspitze (Puna Graglia), 3.391 m, (Alpi dell'Ortles)
- 1918 Prima salita alla parete sud-ovest della Terza Torre del Sella "Jahnweg", IV, 150 m, 2.688 m, (Sella, Dolomiti)
- 1918 Terza salita allo spigolo nord del Sassolungo "Pichl-Führe", IV+, 1000m, 3.181m, (Gruppo del Sassolungo, Dolomiti)
- 1918 Prima salita allo spigolo nord-est dello Schafberg, 3.302m, (Alpi dell'Ortles)
- 1918 Prima salita al Laaser Wand (Deutsche Ruhewand) cresta nord, 3.141 m, (Alpi dell'Ortles)
- 1920 Salita al Dent Blanche, 4.357 m, (Alpi vallesane)
- 1920 Traversata del Dent d'Herens attraverso la cresta est, 4.171 m, (Alpi Vallesane), traversata del 1920 del Tête de Valpelline, 3.798 m, (Alpi vallesane)
- 1920 Traversata del Gran Paradiso, 4.061 m, (Alpi Graie)
- 1922 Prima salita del Grubenkarkopf-cresta nord, 3.001 m, (Gruppo dell'Ankogel)
- 1930 Seconda salita del Picco Jangsang, 7.483 m, (Himalaya, Nepal/Tibet)[2]
- 1934 Prima ascensione della cima del Sia Kangri-ovest, 7.315 m, (Himalaya, Kashmir)[4]